# 歩兵第105連隊
歩兵第105連隊（ほへいだいひゃくごれんたい、歩兵第百五聯隊）とは、大日本帝国陸軍の連隊の一つ。

## 沿革
- 1937年（昭和12年）
  - 8月24日、動員第4号下令により秋田において臨時動員によって編成され、第108師団隷下に編入。
  - 8月30日、軍旗を拝受した。
  - 屯営を出発して広島に到着。宇品から天津へ向け出発した。
- 華北に進出した後、主として山西省南部地区粛正作戦に従事した。
- 1940年（昭和15年）11月7日、軍令陸甲第40号下令により内地へ帰還し復員を完結した。
- 翌1941年（昭和16年）
  - 8月、対米戦に備え予定を早めて動員令を発っせられ、盛岡において編成業務に入る[1]。
  - 9月10日、軍旗を拝受。
  - 12月2日完結（平時編制）。
  - 第67独立歩兵団編合され北部軍隷下に編入[1]。爾後同地にて教育訓練に従事。
- 1943年（昭和18年）5月14日、第47師団の編成に伴い、留守第57師団と編合し秋田へ移動し教育訓練に従事した[1]。
- 1944年（昭和19年）
  - 6月、第12派遣隊編成のために一個大隊を抽出[1]。
  - 7月から秋田県強首へ移動し同地にて南方上陸防御戦闘訓練に従事[1]。
  - 11月、中国派遣令により動員。屯営を出発し列車で下関着、第3梯団として同地から門司にて待機。下関から釜山着。同地にて待機[1]。
- 爾後湖南省に向け鉄道輸送と行軍により移動を続けたが敵軍空襲により遅延。
- 1945年（昭和20年）頃に至り、ようやく湖北省武昌に到着。永豊地区にて警備に従事しつつ湖北省黄陂にて終戦を迎える。

## 連隊概要
- 通称号：弾第12018部隊
- 編成時期：1937年（昭和12年）8月24日
- 編成地：秋田
- 最終位置：湖北省黄陂

### 歴代連隊長
| 代     | 氏名       | 在任期間             | 出身校・期 | 備考                         |
| ------ | ---------- | -------------------- | ---------- | ---------------------------- |
| 第一次 |            |                      |            |                              |
| 1      | 工藤鎮孝   | 1937.9.1 - 1939.8.1  | 陸士22期   |                              |
| 2      | 小池信太郎 | 1939.8.1 - 1940.3.9  | 陸士24期   | 1940年（昭和15年）3月9日復員 |
| 第二次 |            |                      |            |                              |
| 1      | 池田栄之助 | 1941.8.5 - 1943.3.13 | 陸士25期   |                              |
| 2      | 武信純一   | 1943.3.13 -          | 陸士25期   |                              |

## 編成

### 昭和13年当時
- 連隊本部人員：連隊長以下174名、馬匹74頭
  - 歩兵大隊3個　 
    - 歩兵大隊：人員974名、馬匹88頭　 
      - 歩兵中隊4個　

    - 機関銃中隊1個：九二式重機関銃×8門
    - 歩兵砲中隊1個：九二式歩兵砲×2門、九七式曲射歩兵砲×4門
    - 連隊砲中隊1個：75mm 四一式山砲×3門

人員は、連隊長以下3525名。連隊の装備は馬匹429頭、九二式重機関銃20門、75mm 四一式山砲3門、九二式歩兵砲6門、九七式曲射歩兵砲12門を保有した。

### 昭和18年当時
- 連隊本部
  - 歩兵大隊3個　  
    - 歩兵中隊3個　

  - 機関銃中隊1個：九二式重機関銃×8門
  - 歩兵砲中隊3個：75mm 四一式山砲×3門
  - 速射砲中隊1個：九四式三十七粍砲 ×4門　
  - 連隊通信隊：通信中隊1個

人員は、連隊長以下3092名。連隊の装備は自動貨車11輌、馬匹435頭を保有した。